# Division 1 2008-2009 (calcio a 5)
La Division 1 2008-2009 è stata la 18ª edizione della massima serie del campionato belga di calcio a 5. Organizzata dalla URBSFA/KBVB, la stagione regolare è iniziata il 5 settembre 2008 e si è conclusa il 15 maggio 2009, prolungandosi fino al 29 maggio con la disputa dei play-off. La competizione è stata vinta per la nona volta dall'Action 21.

## Stagione regolare

### Classifica
|                   | Pos. | Squadra            | Pt | G  | V  | N | P  | GF  | GS  | DR   |
| ----------------- | ---- | ------------------ | -- | -- | -- | - | -- | --- | --- | ---- |
|                   | 1.   | MB Morlanwelz      | 76 | 26 | 25 | 1 | 0  | 236 | 59  | +177 |
| Belgio (bandiera) | 2.   | Action 21          | 71 | 26 | 23 | 2 | 1  | 186 | 56  | +130 |
|                   | 3.   | Hasselt            | 52 | 26 | 17 | 1 | 8  | 129 | 93  | +36  |
|                   | 4.   | FT Anversa         | 51 | 26 | 16 | 3 | 7  | 130 | 81  | +49  |
|                   | 5.   | C80 Malle          | 42 | 26 | 13 | 3 | 10 | 119 | 111 | +8   |
|                   | 6.   | Sahin Hasselt      | 36 | 26 | 11 | 3 | 12 | 111 | 103 | +8   |
|                   | 7.   | Lommel-Wezel       | 34 | 26 | 11 | 1 | 14 | 90  | 112 | -22  |
|                   | 8.   | Houthalen-Genk     | 34 | 26 | 11 | 1 | 14 | 98  | 133 | -35  |
|                   | 9.   | Konaktex Beringen  | 30 | 26 | 9  | 3 | 14 | 113 | 170 | -57  |
|                   | 10.  | Edegem             | 28 | 26 | 8  | 4 | 14 | 101 | 133 | -32  |
|                   | 11.  | ONU Seraing        | 28 | 26 | 9  | 1 | 16 | 69  | 109 | -40  |
|                   | 12.  | Real Châtelineau   | 24 | 26 | 7  | 3 | 16 | 82  | 105 | -23  |
|                   | 13.  | Picardie Bruxelles | 13 | 26 | 4  | 1 | 21 | 79  | 193 | -114 |
|                   | 14.  | Klein-Brabant      | 13 | 26 | 4  | 1 | 21 | 81  | 168 | -87  |

### Verdetti
- Action 21 campione del Belgio 2008-09 e qualificato alla Coppa UEFA.
- Carolo Team e Proost Lier retrocessi in Division 2 2009-10.
- Houthalen-Genk, Konaktex Beringen e Decoratie Edegem  non iscritti alla Division 1 2009-10.

## Play-off

### Semifinali

#### Andata
| Anversa 18 maggio 2009, ore 21:00 CEST                                                                        | FT Anversa | 4 – 3 referto                                | MB Morlanwelz |  |
| Bachar 25’ Achabar 30’ I. Haoual 33’ H. Laarissi 34’ Marcatori 11’ Sahli 27’ Leonardo 31’ ( rig. ) Neukermans |            |                                              |               |  |
| |            |                                              |               |  |
| Bachar 25’ Achabar 30’ I. Haoual 33’ H. Laarissi 34’                                                          | Marcatori  | 11’ Sahli 27’ Leonardo 31’ (rig.) Neukermans |               |  |

| Hasselt 18 maggio 2009, ore 21:00 CEST                                                                             | Hasselt   | 1 – 8 referto                                                                               | Action 21 |  |
| Willems 35’ Marcatori 0'08'’ Liliu 6’ Rosa 7’ Vanderlei 26’ , 39’ Zico 31’ Marcelinho 34’ Medina 34’ Van Melkebeke |           |                                                                                             |           |  |
| |           |                                                                                             |           |  |
| Willems 35’ | Marcatori | 0'08'’ Liliu 6’ Rosa 7’ Vanderlei 26’, 39’ Zico 31’ Marcelinho 34’ Medina 34’ Van Melkebeke |           |  |

#### Ritorno
| Morlanwelz 20 maggio 2009, ore 21:00 CEST | MB Morlanwelz | 0 – 5 A tav. referto | FT Anversa |  |

| Charleroi 20 maggio 2009, ore 21:00 CEST                                                                                | Action 21 | 9 – 3 referto                     | Hasselt |  |
| Zico 1’ Vanderlei 16’ , 26’ , 38’ Rosa 20’ , 39’ Pauly 26’ , 40’ Fossé 31’ Marcatori 0'18'’ , 20'’ Sababti 32’ Goessens |           |                                   |         |  |
| |           |                                   |         |  |
| Zico 1’ Vanderlei 16’, 26’, 38’ Rosa 20’, 39’ Pauly 26’, 40’ Fossé 31’                                                  | Marcatori | 0'18'’, 20'’ Sababti 32’ Goessens |         |  |

### Finale

#### Andata
| Anversa 27 maggio 2009, ore 21:00 CEST     | FT Anversa | 1 – 2 referto         | Action 21 |  |
| Achabar 5’ Marcatori 32’ Betinho 35’ Liliu |            |                       |           |  |
|                                            |            |                       |           |  |
| Achabar 5’                                 | Marcatori  | 32’ Betinho 35’ Liliu |           |  |

#### Ritorno
| Charleroi 29 maggio 2009, ore 21:00 CEST                                               | Action 21 | 6 – 3 referto                  | FT Anversa |  |
| Liliu 14’ , 29’ , 35’ , 36’ Rosa 37’ Zico 38’ Marcatori 4’ Harram 6’ Hitou 36’ Achabar |           |                                |            |  |
|                                                                                        |           |                                |            |  |
| Liliu 14’, 29’, 35’, 36’ Rosa 37’ Zico 38’                                             | Marcatori | 4’ Harram 6’ Hitou 36’ Achabar |            |  |